# Springdale (Arkansas)
Springdale é uma cidade localizada no estado americano do Arkansas, nos condados de Benton e Washington.

## Geografia
De acordo com o United States Census Bureau, a cidade tem uma área de 109 km², dos quais 108 km² estão cobertos por terra e 1 km² coberto por água.

### Localidades na vizinhança
O diagrama seguinte representa as localidades num raio de 16 km ao redor de Springdale.

## Demografia
Segundo o censo nacional de 2010, a sua população é de 69 797 habitantes e sua densidade populacional é de 644,71 hab/km². É a quarta cidade mais populosa do Arkansas. A cidade possui 25 614 residências, que resulta em uma densidade de 236,59 residências/km².